# 大阪府道213号羽衣停車場線
大阪府道213号羽衣停車場線（おおさかふどう213ごう はごろもていしゃじょうせん）は、大阪府高石市を通る一般府道である。

## 概要
高石市東羽衣1丁目から高石市羽衣2丁目に至る。

### 路線データ
- 起点：大阪府高石市東羽衣1丁目（JR西日本阪和線 東羽衣駅前）
- 終点：大阪府高石市羽衣2丁目（羽衣交差点、大阪府道204号堺阪南線交点）

## 地理

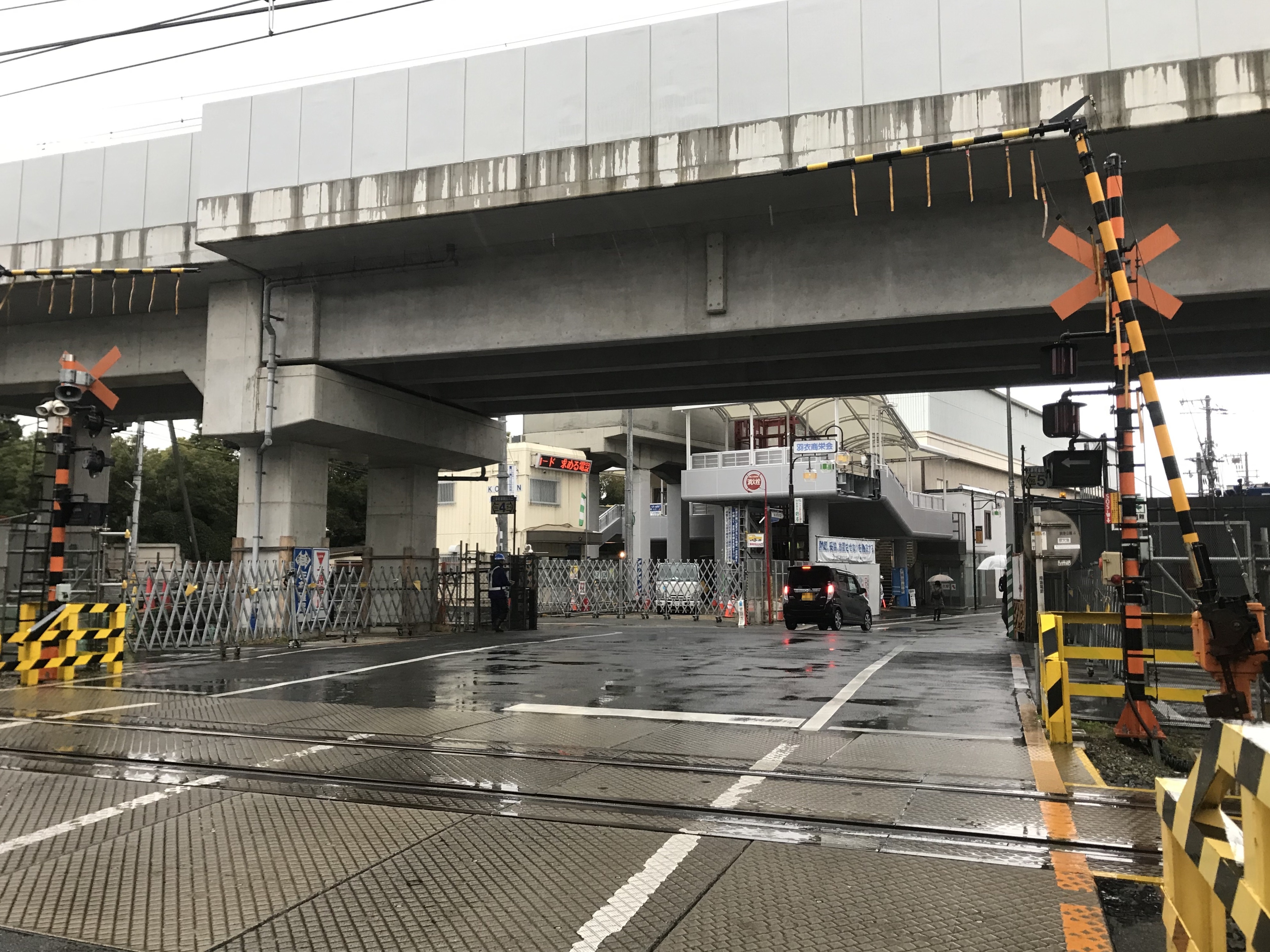
羽衣駅北側の南海本線踏切。奥は東羽衣駅

### 通過する自治体
- 大阪府
  - 高石市

### 交差する道路
| 交差する道路          | 交差する場所 | 交差する場所      |
| --------------------- | ------------ | ----------------- |
| 大阪府道204号堺阪南線 | 羽衣2丁目    | 羽衣交差点 / 終点 |

### 交差する鉄道
- 南海本線

### 沿線
- JR西日本阪和線 東羽衣駅
- 南海本線・南海高師浜線 羽衣駅
- 三菱UFJ銀行 羽衣支店
- 浜寺郵便局
- 大阪府営浜寺公園